# Fed Cup 2019 – baráž Světové skupiny II
Baráž Světové skupiny II Fed Cupu 2019 představovala čtyři mezistátní zápasy, které se hrály mezi 20. a 21. dubnem 2019. V rámci Fed Cupu se střetly čtyři poražené týmy ze čtvrtfinále druhé Světové skupiny – Itálie, Nizozemsko, Slovensko a Japonsko, se čtyřmi vítěznými družstvy z 1. skupin kontinentálních zón. Rusko a Velká Británie se k barážovým zápasům kvalifikovaly z evropsko-africké zóny, Kazachstán z asijsko-oceánské zóny a Brazílie z americké zóny. Podle žebříčku ITF z 11. února 2019 byly čtyři nejvýše klasifikované týmy nasazeny. 

## Účastníci
| Účastníci  | Účastníci | Účastníci | Účastníci      |
| Brazílie   | Itálie    | Japonsko  | Kazachstán     |
| Nizozemsko | Rusko     | Slovensko | Velká Británie |
| ---------- | --------- | --------- | -------------- |

Nasazené týmy
1. Rusko (výhra)
2. Nizozemsko (prohra)
3. Velká Británie (výhra)
4. Slovensko (výhra)

## Barážová utkání

### Rusko vs. Itálie
| Sportovní komplex CSKA, Moskva, Rusko 20.–21. dubna antuka (hala) | |                                                                            |      |      |          |            |
| \| 1. \| \| Anastasija Potapovová Martina Trevisanová \| 2 6 \| 6 3 \| 6 1 \| \| \| 2. \| \| Anastasija Pavljučenkovová Jasmine Paoliniová \| 7 64 \| 7 65 \| \| \| \| 3. \| \| Anastasija Pavljučenkovová Martina Trevisanová \| 6 4 \| 6 3 \| \| \| \| 4. \| \| Anastasija Potapovová Jasmine Paoliniová \| \| \| \| nehrálo se \| \| 5. \| \| Vlada Kovalová / Anastasija Potapovová Sara Erraniová / Jasmine Paoliniová \| 4 6 \| 6 3 \| [10] [7] \| \| \| Nominace \| \| \| \| \| \| \| \| \| Rusko: Darja Kasatkinová (22./229.), Anastasija Pavljučenkovová (34./60.), Anastasija Potapovová (74./94.), Natalja Vichljancevová (113./369.), Vlada Kovalová (564./665.), nehrající kapitán Igor Andrejev \| \| \| \| \| \| \| \| Itálie: Camila Giorgiová (31./—), Martina Trevisanová (146./459.), Jasmine Paoliniová (178./565.), Sara Erraniová (207./284.), Elisabetta Cocciarettová (701./688.), nehrající kapitánka Tathiana Garbinová \| \| \| \| \| \| \| Podrobnosti \| \| \| \| \| \| \| \| \| Rusko se s Itálii před baráží utkalo sedmkrát a drželo aktivní bilanci vzájemných zápasů 5:2. \| \| \| \| \| \| | |                                                                            |      |      |          |            |
| | |                                                                            | 1.   | 2.   | 3.       |            |
| 1. | | Anastasija Potapovová Martina Trevisanová                                  | 2 6  | 6 3  | 6 1      |            |
| 2. | | Anastasija Pavljučenkovová Jasmine Paoliniová                              | 7 64 | 7 65 |          |            |
| 3. | | Anastasija Pavljučenkovová Martina Trevisanová                             | 6 4  | 6 3  |          |            |
| 4. | | Anastasija Potapovová Jasmine Paoliniová                                   |      |      |          | nehrálo se |
| 5. | | Vlada Kovalová / Anastasija Potapovová Sara Erraniová / Jasmine Paoliniová | 4 6  | 6 3  | [10] [7] |            |
| Nominace | |                                                                            |      |      |          |            |
| | Rusko: Darja Kasatkinová (22./229.), Anastasija Pavljučenkovová (34./60.), Anastasija Potapovová (74./94.), Natalja Vichljancevová (113./369.), Vlada Kovalová (564./665.), nehrající kapitán Igor Andrejev |                                                                            |      |      |          |            |
| | Itálie: Camila Giorgiová (31./—), Martina Trevisanová (146./459.), Jasmine Paoliniová (178./565.), Sara Erraniová (207./284.), Elisabetta Cocciarettová (701./688.), nehrající kapitánka Tathiana Garbinová |                                                                            |      |      |          |            |
| Podrobnosti | |                                                                            |      |      |          |            |
| | Rusko se s Itálii před baráží utkalo sedmkrát a drželo aktivní bilanci vzájemných zápasů 5:2. |                                                                            |      |      |          |            |

### Japonsko vs. Nizozemsko
| Tenisové centrum Ucubo, Ósaka, Japonsko 20.–21. dubna tvrdý | |                                                                    |     |     |          |            |
| \| 1. \| \| Misaki Doiová Richèl Hogenkampová \| 6 3 \| 6 4 \| \| \| \| 2. \| \| Nao Hibinová Bibiane Schoofsová \| 6 1 \| 6 2 \| \| \| \| 3. \| \| Misaki Doiová Bibiane Schoofsová \| 6 3 \| 6 2 \| \| \| \| 4. \| \| Nao Hibinová Richèl Hogenkampová \| \| \| \| nehrálo se \| \| 5. \| \| Šúko Aojamová / Eri Hozumiová Lesley Kerkhoveová / Demi Schuursová \| 6 3 \| 3 6 \| [10] [6] \| \| \| Nominace \| \| \| \| \| \| \| \| \| Japonsko: Misaki Doiová (104./123.), Nao Hibinová (112./78.), Kurumi Naraová (169./491.), Eri Hozumiová (327./31.), Šúko Aojamová (562./44.), nehrající kapitán Tošihisa Cučihaši \| \| \| \| \| \| \| \| Nizozemsko: Bibiane Schoofsová (149./141.), Richèl Hogenkampová (176./—), Lesley Kerkhoveová (187./122.), Demi Schuursová (—/7.), nehrající kapitán Paul Haarhuis \| \| \| \| \| \| \| Podrobnosti \| \| \| \| \| \| \| \| \| Oba týmy se před barážovým zápasem utkaly pěktrát. Nizozemsko drželo aktivní bilanci vzájemných utkání 4:1. \| \| \| \| \| \| | |                                                                    |     |     |          |            |
| | |                                                                    | 1.  | 2.  | 3.       |            |
| 1. | | Misaki Doiová Richèl Hogenkampová                                  | 6 3 | 6 4 |          |            |
| 2. | | Nao Hibinová Bibiane Schoofsová                                    | 6 1 | 6 2 |          |            |
| 3. | | Misaki Doiová Bibiane Schoofsová                                   | 6 3 | 6 2 |          |            |
| 4. | | Nao Hibinová Richèl Hogenkampová                                   |     |     |          | nehrálo se |
| 5. | | Šúko Aojamová / Eri Hozumiová Lesley Kerkhoveová / Demi Schuursová | 6 3 | 3 6 | [10] [6] |            |
| Nominace | |                                                                    |     |     |          |            |
| | Japonsko: Misaki Doiová (104./123.), Nao Hibinová (112./78.), Kurumi Naraová (169./491.), Eri Hozumiová (327./31.), Šúko Aojamová (562./44.), nehrající kapitán Tošihisa Cučihaši |                                                                    |     |     |          |            |
| | Nizozemsko: Bibiane Schoofsová (149./141.), Richèl Hogenkampová (176./—), Lesley Kerkhoveová (187./122.), Demi Schuursová (—/7.), nehrající kapitán Paul Haarhuis                 |                                                                    |     |     |          |            |
| Podrobnosti | |                                                                    |     |     |          |            |
| | Oba týmy se před barážovým zápasem utkaly pěktrát. Nizozemsko drželo aktivní bilanci vzájemných utkání 4:1.                                                                       |                                                                    |     |     |          |            |

### Velká Británie vs. Kazachstán
| Copper Box Arena, Londýn, Velká Británie 20.–21. dubna tvrdý (hala) | |                                                                            |      |     |      |            |
| \| 1. \| \| Johanna Kontaová Zarina Dijasová \| 4 6 \| 6 3 \| 6 2 \| \| \| 2. \| \| Katie Boulterová Julia Putincevová \| 6 3 \| 2 6 \| 6 78 \| \| \| 3. \| \| Johanna Kontaová Julia Putincevová \| 4 6 \| 6 2 \| 7 5 \| \| \| 4. \| \| Katie Boulterová Zarina Dijasová \| 61 7 \| 6 4 \| 6 1 \| \| \| 5. \| \| Harriet Dartová / Heather Watsonová Anna Danilinová / Galina Voskobojevová \| \| \| \| nehrálo se \| \| Nominace \| \| \| \| \| \| \| \| \| Velká Británie: Johanna Kontaová (46./111.), Katie Boulterová (86./456.), Heather Watsonová (118./57.), Harriet Dartová (134./98.), Katie Swanová (173./620.), nehrající kapitánka Anne Keothavongová \| \| \| \| \| \| \| \| Kazachstán: Julia Putincevová (38./387.), Zarina Dijasová (107./263.), Anna Danilinová (372./138.), Galina Voskobojevová (—/58.), nehrající kapitán Dijas Doskarajev \| \| \| \| \| \| \| Podrobnosti \| \| \| \| \| \| \| \| \| Oba týmy se před barážovým zápasem nikdy neutkaly. \| \| \| \| \| \| | |                                                                            |      |     |      |            |
| | |                                                                            | 1.   | 2.  | 3.   |            |
| 1. | | Johanna Kontaová Zarina Dijasová                                           | 4 6  | 6 3 | 6 2  |            |
| 2. | | Katie Boulterová Julia Putincevová                                         | 6 3  | 2 6 | 6 78 |            |
| 3. | | Johanna Kontaová Julia Putincevová                                         | 4 6  | 6 2 | 7 5  |            |
| 4. | | Katie Boulterová Zarina Dijasová                                           | 61 7 | 6 4 | 6 1  |            |
| 5. | | Harriet Dartová / Heather Watsonová Anna Danilinová / Galina Voskobojevová |      |     |      | nehrálo se |
| Nominace | |                                                                            |      |     |      |            |
| | Velká Británie: Johanna Kontaová (46./111.), Katie Boulterová (86./456.), Heather Watsonová (118./57.), Harriet Dartová (134./98.), Katie Swanová (173./620.), nehrající kapitánka Anne Keothavongová |                                                                            |      |     |      |            |
| | Kazachstán: Julia Putincevová (38./387.), Zarina Dijasová (107./263.), Anna Danilinová (372./138.), Galina Voskobojevová (—/58.), nehrající kapitán Dijas Doskarajev                                  |                                                                            |      |     |      |            |
| Podrobnosti | |                                                                            |      |     |      |            |
| | Oba týmy se před barážovým zápasem nikdy neutkaly. |                                                                            |      |     |      |            |

### Slovensko vs. Brazílie
| AXA Aréna NTC, Bratislava, Slovensko 20.–21. dubna antuka (hala) | |                                                                                   |      |     |    |            |
| \| 1. \| \| Dominika Cibulková Carolina Meligeni Alvesová \| 6 1 \| 6 1 \| \| \| \| 2. \| \| Viktória Kužmová Beatriz Haddad Maiová \| 6 3 \| 6 3 \| \| \| \| 3. \| \| Dominika Cibulková Beatriz Haddad Maiová \| 7 63 \| 6 0 \| \| \| \| 4. \| \| Viktória Kužmová Carolina Meligeni Alvesová \| \| \| \| nehrálo se \| \| 5. \| \| Viktória Kužmová / Rebecca Šramková Carolina Meligeni Alvesová / Luisa Stefaniová \| 1 6 \| 3 6 \| \| \| \| Nominace \| \| \| \| \| \| \| \| \| Slovensko: Dominika Cibulková (33./—), Viktória Kužmová (45./85.), Magdaléna Rybáriková (68./183.), Anna Karolína Schmiedlová (105./—), Rebecca Šramková (197./678), nehrající kapitán Matej Lipták \| \| \| \| \| \| \| \| Brazílie: Beatriz Haddad Maiová (124./576.), Carolina Meligeniová Alvesová (354./307.), Gabriela Céová (441./367.), Luisa Stefaniová (446./129.), Thaisa Grana Pedrettiová (672./494.), nehrající kapitánka Roberta Burzagliová \| \| \| \| \| \| \| Podrobnosti \| \| \| \| \| \| \| \| \| Oba týmy se před barážovým zápasem nikdy neutkaly. Dominika Cibulková se rozloučila s fedcupovou kariérou. \| \| \| \| \| \| | |                                                                                   |      |     |    |            |
| | |                                                                                   | 1.   | 2.  | 3. |            |
| 1. | | Dominika Cibulková Carolina Meligeni Alvesová                                     | 6 1  | 6 1 |    |            |
| 2. | | Viktória Kužmová Beatriz Haddad Maiová                                            | 6 3  | 6 3 |    |            |
| 3. | | Dominika Cibulková Beatriz Haddad Maiová                                          | 7 63 | 6 0 |    |            |
| 4. | | Viktória Kužmová Carolina Meligeni Alvesová                                       |      |     |    | nehrálo se |
| 5. | | Viktória Kužmová / Rebecca Šramková Carolina Meligeni Alvesová / Luisa Stefaniová | 1 6  | 3 6 |    |            |
| Nominace | |                                                                                   |      |     |    |            |
| | Slovensko: Dominika Cibulková (33./—), Viktória Kužmová (45./85.), Magdaléna Rybáriková (68./183.), Anna Karolína Schmiedlová (105./—), Rebecca Šramková (197./678), nehrající kapitán Matej Lipták                             |                                                                                   |      |     |    |            |
| | Brazílie: Beatriz Haddad Maiová (124./576.), Carolina Meligeniová Alvesová (354./307.), Gabriela Céová (441./367.), Luisa Stefaniová (446./129.), Thaisa Grana Pedrettiová (672./494.), nehrající kapitánka Roberta Burzagliová |                                                                                   |      |     |    |            |
| Podrobnosti | |                                                                                   |      |     |    |            |
| | Oba týmy se před barážovým zápasem nikdy neutkaly. Dominika Cibulková se rozloučila s fedcupovou kariérou. |                                                                                   |      |     |    |            |